# Folytassa a hajózást!
A Folytassa a hajózást! (eredeti cím: Carry On Cruising), 1962-ben bemutatott brit (angol) filmvígjáték, a romantikus hajós álomutakról szóló mozifilmek paródiája, a Gerald Thomas által rendezett Folytassa… filmsorozat 6. darabja. Főszereplői a sorozat rendszeres sztárjai közül Sidney James, Kenneth Williams és Kenneth Connor. Meghatározó mellékszerepekben látható Liz Fraser és Dilys Laye, két férjvadász hölgy, utóbbi Joan Sims helyére ugrott be. Az ismert komikus, Lance Percival egyetlen Folytassa-beli megjelenése. A filmet néha Folytassa, kapitány! (Carry On Captain) címen is említik. Ez a sorozat első, színesben készített filmje. A forgatókönyv alapjául szolgáló sztorit Eric Barker színész-komikus írta.

## Cselekmény
Crowther hajóskapitány (Sidney James), tíz év óta az SS Happy Wanderer luxus tengerjáró üdülőhajó parancsnoka számára életfontosságú, hogy következő tengeri körutazás alapján jó minősítést kapjon, magasabb beosztásba kerülhessen, és egy nagy óceánjáró hajó kapitányává léptessék elő. Közvetlenül indulás előtt szembesül azzal, hogy évtizedes, kipróbált emberei közül ötöt lecseréltek kezdő, tapasztalatlan zöldfülűekre, akiknek ráadásul különböző lökött rögeszméik és lelki problémáik vannak. Az előkelősködő Marjoribanks elsőtiszt (Kenneth Williams); a frusztrált dr. Binn hajóorvos (Kenneth Connor, korábban az Egyesült Lekvár Művek üzemorvosa); valamint a tengeribetegségre, allergénekre és gyomorrontásra fogékony Haines konyhafőnök (Lance Percival) lehangoló bemutatkozása után a kapitányt további sokkhatások éri: Angus, a régi csapos elitta az eszét, és Turner, az új bármixer nem ismeri a kapitány életmentő koktéljának, a „skót lórúgásnak” titkos receptjét. Végső csapásként új szobapincért is kap, aki eddig csak temzei vízibuszokon utazott. Crowther igyekszik meggyőzni az új embereket, hogy szedjék össze magukat, dolgozzanak jól, akkor a Happy Wanderer következő kapitánya is szívesen alkalmazza őket, és biztos állásuk lesz. Beszállítás után a hajó kifut Angliából, hogy több (meg nem nevezett) spanyol, olasz és észak-afrikai kikötő érintése után térjen haza. A kapitány aggodalmát fokozza, hogy a beérkező utasok között is számos buggyant, excentrikus egyéniség akad.
Két szingli női utas, Gladys (Liz Fraser) és Flo (Dilys Laye) férjvadászat céljából jöttek a hajóútra. Egy utas (Ronnie Stevens) sohasem száll partra, egész idejét a bárban piálva tölti. Crowther kapitány a kabinjában kétségbeesetten próbálja kikeverni a „skót lórúgást”, melynek receptjét csak régi csaposa, Angus ismerte. A kísérleti koktéloktól összes szobanövénye elfüstöl. Haines főszakács tengeribetegséggel fordul a hajóorvoshoz, de retteg az injekciótól, és csak nagy ordítozás árán sikerült megszúrni. Gladys és Flo mindketten Jenkinsbe, a fitnesz animátorba szeretnek bele, és jól összevesznek rajta egymással. Az új emberek először minden módon szeretnének a kapitány kedvében járni, de katasztrófa katasztrófát követ, a kapitányt kiütik és leöntik mindenféle étellel. (Rövid kámeo-jelenésekben feltűnnek más ismert fiatal vígjátéki színészek, Mario Fabrizi, mint kukta és az ausztrál Ed Devereaux, mint fiatal tiszt, továbbá a szintén ausztrál komika, Esma Cannon, mint minden lében kanál, fontoskodó nyanyus).
Dr. Binn, a frusztrált hajóorvos beleszeret Flóba, aki azonban tartózkodóan viselkedik vele. Kollégái tanácsára Binn szerelmes szerenádot ad neki (Roberto Cardinali Bella Maria című dalát), de Flo alszik, és nem hallja. Barátnője, Gladys viszont rájön, hogy Flo kedveli dr. Binnt, és Marjoribanks elsőtiszttel összeszövetkezik, hogy egymáshoz lökje őket. A terv bejön, Binn szerelmet vall a meghökkent Flónak, aki végül viszonozza érzelmeit.
Crowther beszédet tart az öt újoncnak, biztatja őket, hogy látható javulást lát pusztán azért, mert rendesen végzik munkájukat, és nem csak azon igyekeznek, hogy a kapitányra jó benyomást gyakoroljanak. Az újak megtudják, hogy Crowthernek most lesz a tízéves kapitányi jubileuma a Happy Wanderer-en, és az utasokkal összebeszélve meglepetés-partit szerveznek neki. Az ünnepi alkalomra Haines látványos „mindenízű” tortát komponál a konyhában fellelhető összes nyersanyagból. Az est fénypontja, amikor Turner csapos megkínálja a kapitányt kedvenc koktéljával, az igazi „skót lórúgással” (az eredeti angol szövegben: „Aberdeen Angus”), amelynek receptjét távirati úton nyomozta ki a visszavonult Angustól.
A parti és az utazás sikerrel zárul, Crowther-nek átadják a táviratilag érkezett kedvező döntést, hogy megkapja az óceánjáró utasszállító parancsnokságát. Nagy meglepetésre visszautasítja, mert ragaszkodik immár jól összeszokott régi-új személyzetéhez, és szívesebben „folytatja együtt a hajózást” a Happy Wanderer kapitányaként, ahol személyes barátság és bizalom köti beosztottaihoz. Végül Crowther (mint kapitány) törvényesen összeadja Flót és Dr. Binnt. Egyedül Haines főszakács ordítja túl a hajókürtöt, amikor tengeribetegsége ellen újabb injekciót kap a magabiztossá vált hajóorvostól…

## Szereposztás
| Szerep                         | Színész                                                          | Magyar hangja (1. szinkron)                              | Magyar hangja (2. szinkron)   |
| ------------------------------ | ---------------------------------------------------------------- | -------------------------------------------------------- | ----------------------------- |
| Wellington Crowther kapitány   | Sidney James                                                     | Szabó Ottó                                               | Rajhona Ádám                  |
| Leonard Marjoribanks elsőtiszt | Kenneth Williams                                                 | Tordy Géza                                               | Harsányi Gábor                |
| Dr. Arthur Binn hajóorvos      | Kenneth Connor                                                   | Zenthe Ferenc                                            | Csankó Zoltán                 |
| Gladys „Glad” Trimble          | Liz Fraser                                                       | Dallos Szilvia                                           | Závodszky Noémi               |
| Florence „Flo” Castle          | Dilys Laye                                                       | N/A                                                      | Balázs Ági                    |
| Bridget Madderley              | Esma Cannon                                                      | N/A                                                      | Bessenyei Emma                |
| Wilfred Haines hajószakács     | Lance Percival                                                   | N/A                                                      | Schnell Ádám                  |
| Sam Turner csapos              | Jimmy Thompson                                                   | N/A                                                      | Kálloy Molnár Péter           |
| Részeg utas                    | Ronnie Stevens                                                   | N/A                                                      | Imre István                   |
| Jenkins, a fitnesz tréner      | Vincent Ball                                                     | N/A                                                      | Kárpáti Levente               |
| Tom Tree steward               | Cyril Chamberlain                                                | N/A                                                      | Gruber Hugó                   |
| Továbbiak                      | Willoughby Goddard, Ed Devereaux, Brian Rawlinson, Mario Fabrizi | Gelley Kornél, Horváth Pál, Kautzky József, Pártos Erzsi | Kapácsy Miklós, Megyeri János |

## További információ
- Folytassa a hajózást! a PORT.hu-n (magyarul)
- Folytassa a hajózást! az Internetes Szinkronadatbázisban (magyarul)
- Folytassa a hajózást! az Internet Movie Database-ben (angolul)
- Folytassa a hajózást! a Box Office Mojón (angolul)
- Robert Ross. The Carry On Companion. London: B.T. Batsford (2002). ISBN 0-7134-8771-2
- Carry On Cruising! (1962). The Whippit Inn (thewhippitinn.com). [2021. április 24-i dátummal az eredetiből archiválva]. (Hozzáférés: 2021. február 22.)
- Carry On Cruising! (1962) (angol nyelven). Carry On Line (carryonline.com). [2021. május 12-i dátummal az eredetiből archiválva]. (Hozzáférés: 2021. február 22.)
- Carry On Cruising! 1962 British comedy film (angol nyelven). British Comedy Guide (comedy.co.uk). (Hozzáférés: 2021. február 22.)
- Folytassa a hajózást! (1962), teljes film magyar szinkronnal. videa.hu. (Hozzáférés: 2021. február 22.)